# Grignan-les-Adhémar
Grignan-les-Adhémar (voorheen Côteaux du Tricastin) is een Franse wijn uit de Zuidelijke Rhône. De wijnstreek ligt op de linkeroever van de Rhône, halverwege het Rhônedal. Mogelijk was er hier al wijnbouw in de 5e eeuw v.Chr..

## Kwaliteitsaanduiding
Grignan-les-Adhémar kreeg in 2010 een AOP-status. In 1964 kreeg dit gebied al de VDQS-status. Het verkreeg de AOP-status in 1973 als Coteaux du Tricastin. Na een ongeluk in de Kerncentrale Tricastin werd de naam in 2010 veranderd in Grignan-les-Adhémar.

## Variëteiten
Grignan-les-Adhémar kan zowel een rode wijn (66%), roséwijn ( 23%) als witte wijn (11%) zijn.

## Toegestane druivensoorten
- Rood: Syrah, Grenache, Carignan, Mourvèdre, Cinsault. Marselan.
- Rosé: Grenache, Syrah, Carignan, Mourvèdre, Cinsault.
- Wit: Marsanne, Roussanne, Bourboulenc, Clairette, Grenache blanc, Viognier.

## Terroir
- Klimaat: Er heerst een mediterraan klimaat met invloeden door de mistral.
- Bodem: De ondergrond bestaat uit kleiachtig kalksteen of zand. Daarboven onderscheidt men vier verschillende oppervlakten:
  - oppervlaktes vol met afgeronde stenen
  - hoge terrassen van kleiachtige kalksteen omgeven door groene heuvels
  - stenige bodems
  - alluviale terrassen langs de oever

## Opbrengst en productie
- Areaal is 1361 ha.
- Opbrengst is gemiddeld 27 hl/ha.
- Productie bedraagt 36.537 hl waarvan 14% geëxporteerd wordt.

## Bron
- Grignan-les-Adhémar, vins-rhone.com